# Leândro Messias dos Santos
Leândro, właśc. Leândro Messias dos Santos (ur. 29 grudnia 1983 w Rio de Janeiro) – brazylijski piłkarz grający na pozycji obrońcy. Posiada polskie obywatelstwo.

## Kariera piłkarska

### Kariera klubowa
Rozpoczynał grać w klubach Próspera, América Rio de Janeiro, Nova Iguaçu i Ceará Fortaleza. Latem 2008 przeszedł do bułgarskiego Czernomorec 919 Burgas, ale już zimą powrócił do Brazylii, gdzie został piłkarzem Mesquita. We wrześniu 2009 podpisał 2-letni kontrakt z ukraińskim Zakarpattia Użhorod. W lipcu 2010 przeszedł do Tawrii Symferopol. Po wygaśnięciu kontraktu następnego lata przeniósł się do Wołyni Łuck, w którym występował do lata 2013 roku. 12 września 2013 jako wolny agent zasilił skład ukraińskiej Howerły Użhorod, w którym występował do końca roku. 8 lipca 2014 roku Brazylijczyk podpisał z Koroną Kielce roczny kontrakt z opcją przedłużenia o kolejne dwanaście miesięcy. Pierwszy mecz w Ekstraklasie rozegrał 20 lipca 2014 z Zawiszą Bydgoszcz. W 2015 przeszedł do Górnika Łęczna. 14 lipca 2017 został piłkarzem Stali Mielec. W 2019 powrócił do Górnika, a w 2022 r. ponownie przeszedł do Stali Mielec.
Jest żonaty z Polką, Martą, z którą ma córkę, Mariannę. W 2018 r. otrzymał polskie obywatelstwo, po czterech latach pobytu w Polsce.